# Sophie Piper
Eva Sophie von Fersen (gift Piper), född 30 mars 1757, död 11 februari 1816, var en svensk grevinna och hovdam. Hon var dotter till (Fredrik) Axel von Fersen d.ä. och Hedvig Catharina De la Gardie och syster till (Hans) Axel von Fersen d.y. Gift 1777 med kammarherre greve Adolf Ludvig Piper och sonhustru till Carl Fredrik Piper. Hon är främst känd för sitt kärleksliv, för sin vänskap med Hedvig Elisabet Charlotta, som dedicerade sina berömda dagboksanteckningar till henne, och för att hon, liksom sin bror, anklagades för att vara inblandad i tronföljaren Karl Augusts död.

## Biografi

### Relationen till prins Fredrik Adolf
Sophie von Fersen beskrivs som vacker och älskvärd. Hertig Fredrik Adolf anhöll 1774 om hennes hand, men hennes far avböjde – möjligen mot sin dotters vilja. Ett senare framkommet förslag om enlevering avstyrdes av hertiginnan Hedvig Elisabet Charlotta.
Historien om Sophie von Fersen och Fredrik Adolf återges i detalj av Hedvig Elisabeth Charlotta. Fredrik Adolf hade blivit förälskad i henne och friade till henne privat. Hon anförtrodde sig till Hedvig Elisabeth Charlotta, som sade att hon välkomnade henne som sin svägerska men rådde henne att rådgöra med sin far. När Fredrik Adolf i januari 1774 framförde sitt förslag till hennes far, avböjde han det med motiveringen att det var rangmässigt olämpligt och att han avstod från äran för kungahusets skull. Fadern hade då redan arrangerat en förlovning med Piper eftersom denne var rik och familjerna var vänner. Fredrik Adolf skickades sedan till Skåne på officiellt uppdrag med sin bror Karl och svägerska.
Lovisa Ulrika och Gustav III, som båda var emot äktenskapet och trodde att Sophie von Fersen var för det, föreslog då att Sophie von Fersen skulle utnämnas till statsfru hos drottningen eller änkedrottningen. Axel von Fersen d.ä. anger : "Men såväl konungens som hans moders verkliga avsikt var att indraga min familj i hovcirkeln, att missbruka min dotters ungdom och oerfarenhet, om det låte sig göra, och förleda henne att bli hertigens mätress". Fadern avslog därför erbjudandet. Fredrik Adolf ska dock inte ha varit medveten om dessa planer utan varit uppriktigt förälskad. När förälskelsen inte hade gått över på två år, gjorde han en överenskommelse med sin bror Karl om att enlevera henne. Planen var att bortföra Sophie von Fersen från en bal hos Hedvig Elisabet Charlotta och föra henne till Tullgarn, där paret genast skulle vigas av en väntande präst innan någon hann förhindra saken. Fredrik Adolfs egen familj hade inte uttryckligen förbjudit giftermålet och utverkat tillstånd att Sophie von Fersen fick titeln svensk riksgrevinna. Sophie von Fersen begärde betänketid och beslöt efter att ha rådgjort med Hedvig Elisabet Charlotta att avböja förslaget. Hon gav Fredrik Adolf sitt beslut på en maskerad i närvaro av Hedvig Elisabet Charlotta, "med av rörelse darrande stämma". Fredrik Adolf försökte övertala henne och hade nästan lyckats, då Sophie bad Hedvig Elisabet Charlotta att föra henne in i ett sidorum för att hon inte skulle ge efter.
Hon gick sedan med på att eklatera sin förlovning med Piper, trots att hon inte älskade honom. Fredrik Adolf reste efter hennes bröllop till Italien, en resa som hade blivit lovad honom om han avstod från äktenskapet. Vid sin återkomst ska han ha blivit förälskad i Hedvig Elisabet Charlottas hovfröken Ulrika Katarina Koskull, som kungen placerat vid hovet mot hennes vilja för hennes skönhets skull sedan han upptäckt henne i Skåne.

### Privatliv
Sophie von Fersen ingick 1777 äktenskap med dåvarande kammarherren greve Adolf Ludvig Piper (född 1750, död 1795), fideikommissarie till Ängsö slott.
Sophie Fersen var omtalad för sitt kärleksliv. 1779 hade hon ett förhållande med Spaniens sändebud i Sverige, markis Liano y las Qanchas (även en tid bosatt hos makarna), som uppvaktade henne medan han själv i sin tur uppvaktades av hennes svägerska Hedvig Catharina Piper, och från 1780 även med franska sändebudet greve Louis Claude Bigot de Saint-Croix, som hon delade med Eva Löwen, samtidigt som hennes make var älskare till Ulla von Höpken. 1782 anklagade Ulrika Eleonora von Berchner henne för att ha ett förhållande med hertig Karl, men detta ansågs dock av alla vara osant.
Hon hade från omkring 1790–1791 ett förhållande med baron Evert Vilhelm Taube. Sedan hon år 1795 blivit änka följde hon honom på hans resa till Tyskland 1798–1799, där han avled i Karlsbad.
Hon är känd som en av fem svenska kvinnor som under 1700-talet var medlemmar av frimurarna, via ett så kallat adoptionsfrimureri. De övriga var Hedvig Eleonora von Fersen, Christina Charlotta Stjerneld, Ulrica Catharina Brahe och Hedvig Elisabet Charlotta, som från 1776 var deras stormästarinna.

### Relationen till Hedvig Elisabet Charlotta
Sophie Piper åtföljde år 1774 sin mor till Wismar för att välkomna Hedvig Elisabet Charlotta inför dennas ankomst till Sverige och bröllop med hertig Karl. Detta grundade en livslång och intensiv vänskapsrelation.
År 1786 blev Sophie Fersen hovmästarinna hos hertiginnan Hedvig Elisabet Charlotta av Södermanland, till vilken hon hela livet stod i ett förtroendefullt förhållande. Charlotta kallar henne i sin dagbok, avfattad i form av brev till henne, den enda vän hon någonsin ägt, och skrev 1816 en biografi över henne.
En viss brytning inträffade i vänskapsrelationen mellan henne och Hedvig Elisabet Charlotta då hon vägrade att åtfölja henne på dennas resa till Tyskland och Österrike 1798–1799. År 1800 begärde hon avsked som hovmästarinna med motiveringen att hon behövdes för att förestå sin ogifta brors hushåll. Detta år upphörde Hedvig Elisabet Charlotta att skriva sin dagbok i formen av brev till henne. Hon övertog 1801 ledningen av sin bror riksmarskalken Axel von Fersens hushåll i bland annat Fersenska palatset. Sophie och Axel stod varandra mycket nära.

### Fersenska mordet
Mordet eller lynchningen hade sin grund i att sedan Gustav IV Adolf 1809 avsatts vid en militär statskupp, gick tronföljden till hans farbror, hertig Karl, Gustav III:s bror. Karl XIII var slagrörd och barnlös. En tronarvinge måste skaffas. Han adopterade en dansk prins Karl August, som blev omtyckt bland folket. Då kronprinsen vid en inspektion på Kvidinge hed i Skåne plötsligt föll död ur sadeln, spreds ryktet att han var giftmördad av syskonen Fersen som var kända gustavianer. När kronprinsens liktåg nådde Stockholm mötte, enligt dåtidens protokoll, riksmarskalken liktåget utanför staden för att ledsaga processionen till slottet. Brodern, Axel von Fersen, var riksmarskalk. Av vänner hade han blivit varnad för att delta. Den 20 juni 1810 föll hennes bror Axel offer för massans våld i en regelrätt lynchning, det så kallade Fersenska mordet.
Rykten sade att Sophie Fersen skulle få dela hans öde. För att undgå detta flydde hon samma natt från Stockholm förklädd till piga, i en öppen båt under storm och regn och fick följande morgon tak över huvudet på Rydboholm. Med kungens, Karl XIII, tillstånd erhöll hon dagen därpå en säkrare fristad på Vaxholms fästning, där hon stannade till november månad. Under tiden undersöktes av en "melerad krigsrätt", på hennes egen begäran, hennes eventuella inblandning i Karl Augusts död. Ingenting visade sig stödja de misstankar som framkastats.
Under de dagar då den 53-åriga grevinnan var som mest utsatt för farorna och förtalet, mottog hon två giftermålsanbud; det ena av Georg Carl von Döbeln, vilket föranledde en livlig brevväxling mellan honom och henne hösten 1810.
Sedan hon lämnat Vaxholm, var hon bosatt på Löfstad slott i Östergötland. För sin skarpa tunga och påstådda maktlystnad var hon i allmänhet fruktad, men hennes trofasta vänskap med hertiginnan Hedvig Elisabet Charlotta, tydligt dokumenterad ur dennas brev till henne, ger en annan och djupare bild av Piper.

## Inom fiktion
Sophie von Fersen är en av de tre huvudpersonerna i Anna Laestadius Larsson romaner Barnbruden (2013) och Pottungen (2014) samt Räfvhonan (2015) jämsides med den påhittade Johanna och Hedvig Elisabet Charlotta.

## Barn
- Axel Adolf Piper 1778–1827 (49), gift med Magdalena Maria Augusta Armfelt 1786–1845 (59)
- Sophie Ulrika Piper 1779–1848 (69), (gift Cederström)
- Hedvig Eleonora Piper 1779–1779
- Charlotta Christina Piper 1783–1798 (15)
- Carl Fredrik Piper (1785–1859) (74), gift med Emilie Fredrike Aurora De Geer af Finspång 1782–1828 (46)